# عمرانیا
عمرانیا (انگلیسی: Omrania) شرکت مشاور مهندسی عربستانی است، که در سال ۱۹۷۳ تأسیس شد.